# توم كولينز (ملاكم)
توم كولينز (بالإنجليزية: Tom Collins)‏ مواليد 1 يوليو 1955 في كوراساو، هو ملاكم محترف بريطاني سابق صنّف ضمن فئة وزن خفيف الثقيل بدأ مسيرته الاحترافية سنة 1977.

## إحصائيات
خاض خلال مسيرته 50 نزالا، فاز في 26 وتعادل في 2 وخسر في 22. فاز بالضربة القاضية في 19 نزالا.

## روابط خارجية
- توم كولينز على موقع بوكس ريك (الإنجليزية) (registration required)